# Maria Fernandes
Maria Fernandes (Cedofeita, 27 aprile 1969) è un'ex atleta paralimpica portoghese che ha gareggiato nella categoria T38.

## Biografia
Maria Fernandes ha vinto la sua unica medaglia paralimpica a Sydney 2000 dove ha conquistato il bronzo nella gara dei 400 metri piani. Nel corso della sua carriera, ha vinto anche un bronzo mondiale a Lione 2013 nel salto in lungo e un bronzo europeo a Berlino 2018 nei 400 metri piani.

## Palmarès
| Anno | Manifestazione       | Sede    | Evento                | Risultato | Prestazione | Note |
| ---- | -------------------- | ------- | --------------------- | --------- | ----------- | ---- |
| 2000 | Giochi paralimpici   | Sydney  | 400 m piani T38       | Bronzo    | 1'06"92     |      |
| 2013 | Mondiali paralimpici | Lione   | Salto in lungo T37/38 | Bronzo    | 4,27 m      |      |
| 2018 | Europei paralimpici  | Berlino | 400 m piani T38       | Bronzo    | 1'10"37     |      |